# Prodidomus opacithorax
Prodidomus opacithorax är en spindelart som beskrevs av Simon 1893. Prodidomus opacithorax ingår i släktet Prodidomus och familjen Prodidomidae.
Artens utbredningsområde är Venezuela. Inga underarter finns listade i Catalogue of Life.